# Bar Bosch
El Bar Bosch és un emblemàtic establiment de restauració de Palma, ubicat a la plaça de les Tortugues, al centre de la ciutat. El cuiner Jaume Bosch Coves obrí el local al públic el febrer de 1936. Des de 1936 al bar sempre s'ha mantingut amb el mateix nom. El mes de desembre de l'any 1977, el bar fou traspassat a una societat integrada per Onofre Flexas i Joan Suau, que posteriorment va vendre la seva part a Onofre Flexas, quedant com a únic propietari.
Per la seva ubicació i la seva història, el Bar Bosch ha suposat un punt de trobada per la gent local i els turistes que visiten la ciutat.
Al Bar Bosch, els seus empleats perduren en el temps, d'aquesta manera sempre ha aconseguit oferir un servei més proper al client. També un dels aspectes més significatius és que tota la producció és pròpia, des dels gelats, passant per la brioixeria, fins a les tapes. El seu producte estrella és la llagosta, un llonguet torrat amb oli i tomàtiga fregada.

## Celebritats
Gent del món de l'art, la societat i la política han visitat el Bosch durant els últims anys. La prova més tangible és el llibre de visites, el qual compta amb més de 100 signatures de notables artistes tals com Joan Miró, Xesc Forteza, Miquel Barceló, Joaquín Sabina, Els Valldemossa o Simón Andreu entre d'altres.

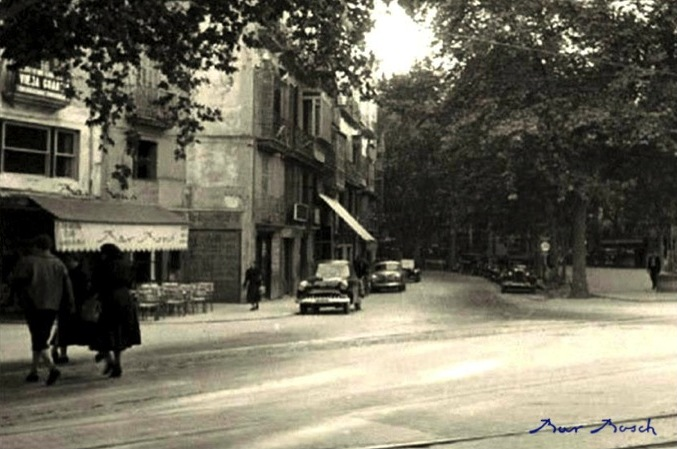
Bar Bosch en 1950

## Reforma
El Bar Bosch és un local amb una especial càrrega de tradició i història, on el temps no es veu reflectit encara que l'any 2006 es va dur a terme una reforma sense tancar el local per mantenir el servei als seus clients. Els elements més destacats d'aquesta reforma va ser el canvi de barra, després de 71 anys de servei, reemplaçada per una de nova amb característiques similars. La seva única variació va ser el canvi de lloc. A més, es van substituir les rajoles originals per unes idèntiques.
El més notori va ser el canvi d'il·luminació substituint els antics fluorescents per halògens més moderns. Aquesta reforma es va realitzar sense tancar ni un sol dia al bar i per això es va donar la curiositat que les dues barres van conviure durant un dia. Malgrat aquesta reforma al bar ha seguit mantenint la seva essència i estil tradicional que el caracteritza.